# Lardizabala
Lardizabala é um género botânico pertencente à família Lardizabalaceae.
1. ↑  «Lardizabala — World Flora Online». www.worldfloraonline.org. Consultado em 19 de agosto de 2020